# Teuthraustes maturaca
Espèce
Teuthraustes maturaca est une espèce de scorpions de la famille des Chactidae.

## Distribution
Cette espèce est endémique de l'État d'Amazonas au Venezuela. Elle se rencontre à 140 m d'altitude au pied du Pico da Neblina.

## Publication originale
- González-Sponga, 1991 : Aracnidos de Venezuela. Escorpiones del tepui 'La Neblina', Territorio Federal Amazonas, Venezuela (Scorpionida: Chactidae: Buthidae). Boletin de la Academia de Ciencias Fisicas Matematicas y Naturales (Caracas), vol. 51, no 163/164, p. 11-62.